# 테고마스
테고마스(テゴマス)는 일본의 보컬 유닛으로, NEWS의 파생 유닛이다. 소속 예능 사무소는 쟈니즈 사무소. 소속 레코드 회사는 쟈니즈 엔터테인먼트. 스웨덴에서는 Tegomass 명의로 활동을 실시한다.

## 멤버
| 이름                       | 프로필                                             | 컬러 | 비고 |
| -------------------------- | -------------------------------------------------- | ---- | ---- |
| 테고시 유야 (手越祐也)     | 1987년 11월 11일, B형, 카나가와 현 요코하마시 출신 | 핑크 |      |
| 마스다 타카히사 (増田貴久) | 1986년 7월 4일, O형, 도쿄도 네리마구 출신          | 노랑 |      |

## 개요
NEWS의 멤버이기도 한, 테고시 유야와 마스다 타카히사에 의한 보컬 유닛. 유닛명은 데뷔를 기회로, 두 명의 성씨 〈手越(테고시)〉 〈増田(마스다)〉로부터 2문자씩 얻어, 〈테고마스 (Tegomass)〉라는 이름이 붙여졌다. 2명의 이미지 컬러는 NEWS에서와 같다.
두 명은 쟈니즈 Jr. 때부터, 쟈니 키타가와에게 가창력과 목소리의 특성이 평가되고 있었다. 함께 노래하도록 권했던 것도 쟈니 키타가와이며, 쟈니즈 Jr. 중에서 둘이서 노래할 기회를 얻게 된다. NEWS가 결성되고 나서는, 앨범 《touch》에 수록되고 있는 〈계속〉, DVD 《NEWS 일본 0304》에 수록되고 있는 〈고마워 지금〉 등의 오리지널 곡을 발표하고 있어 노래를 중시한 콤비로서 활동한다.
2006년 11월, 원래 마스테고로 불리고 있었지만 〈Tegomass〉로서 싱글 《Miso Soup》를 스웨덴에서 발매. 쟈니즈 사무소로서는 첫 시도인 유럽 선행 데뷔가 된다. 이것은, NEWS가 스웨덴의 작곡가 팀으로부터 《붉게 타오르는 태양》 《사야엔도》 《꿈의 수만큼 사랑이 태어난다》 등의 악곡의 제공을 받고 있던 일과, 마찬가지로 스웨덴의 작곡가 팀에 의한 작품인 슈지와 아키라 《청춘 아미고》가 스웨덴 국내에서도 좋은 반응을 얻은 일이 계기가 되고, 현지의 레코드 회사 〈스칸지나비아 송스〉 (레이블 〈HAWK RECORDS〉)가 쟈니즈 사무소 측에 스웨덴 진출을 타진했기 때문이다. 가창력도 고려되었다.
2006년 12월에는 일본에서도 데뷔해, 이후, NEWS와 병행하며 활동을 실시한다.
2009년 7월 22일 ~ 8월 20일, 테고마스로서 첫 콘서트를 실시한다.
2010년 5월 1일 ~ 6월 27일까지 테고마스로서의 2nd spring tour를 실시한다.
2011년 10월 22일 ~ 12월 28일, 3rd 라이브 투어 〈3rd 라이브 테고마스의 마법★〉을 실시한다.
2014년 2월 15일 ~ 4월 24일, 4th 라이브 투어 〈4th 라이브 테고마스의 청춘〉을 실시한다.

## 내력
2006년
- 11월 15일, 스웨덴에서 〈Tegomass〉로서 싱글 〈Miso Soup〉로 데뷔. 11월 13일부터 17일까지 현지에서 프로모션 활동을 실시해, 매스 미디어 14사로부터의 취재에 응했다[3]. 발매일 당일에 스톡홀름 시내에서 실시한 이벤트에서는 500명을 동원해[3], 그 모습은 현지의 대기업 신문 《Dagens Nyheter》에서도 다루어진다[5]. 현지에서는 음악 업계의 관계자를 부른 파티도 열어[6], 데뷔 싱글의 타이틀을 따라 미소시루를 대접했다.

2007년
- 3월, 《제38회 봄 고교 배구 전국 대회》 스페셜 서포터로 취임한다. 동시기에 가고 있던 NEWS의 콘서트 투어의 사이를 꿰매면서, 동대회를 취급하는 TV 프로 《젊음으로 어택! 제38회 봄 고교 배구》(후지 TV계)에 출연. 시합 회장인 사이타마 수퍼 아레나에 발길을 옮겨 시합을 관전한 것 외, 디지털 카메라로 선수의 모습을 촬영해, 〈둥근 힘의 기적〉이라고 하는 코너에서 소개했다. 또, 첫날의 개회식의 입장 행진에서는 출전교의 이름을 모두 읽어 내렸다.

- 5월 16일, 텔레비전 애니메이션 《러브★콤》 (TBS 계)의 테마곡이 수록된 〈키스~돌아가는 길의 러브송~〉을 발매한다.

- 6월 16일, 중화민국의 음악제 〈금곡장〉에 일본 대표의 방송 사회자로서 출연해, 〈미소수프〉 등 2곡을 피로. 다음 17일, 타이베이시 내의 야외 스테이지에서 라이브를 실시했다.

- 〈미소수프〉가 스웨덴에서 골드 디스크상을 수상.

2008년
- 6월 18일, 싱글 〈함께 쓴 우산〉을 발매.

2009년
- 7월 8일, 싱글 〈칠석제〉를 발매.

- 7월 15일, 1st 앨범 《테고마스의 노래》를 발매.

- 7월 22일 ~ , 테고마스 첫 라이브 투어 〈테고마스 1st LIVE 테고마스의 노래♪〉가 실시된다.

2010년
- 4월 21일, 미니 앨범 《테고마스의 사랑》을 발매.

- 5월 1일 ~ , 2nd 라이브 투어 〈테고마스 2nd 라이브 테고마스의 사랑♥〉가 실시된다.

- 8월 19일, 신궁 정원 불꽃놀이 대회에 출연해, 국립 경기장의 오프닝 무대를 맡는다. 일본내에서는 첫 옥외 라이브가 되었다.

2011년
- 2월 16일, 싱글 〈파란 벤치〉를 발매. 동곡은 남성 듀오, 사스케(현재는 해산)의 2004년에 발매한 히트곡을 커버한 것이다.

- 8월 6일, 신궁 정원 불꽃놀이에 콘도 마사히코, 타키자와 히데아키 등과 출연.

- 10월 19일, 앨범 《테고마스의 마법》을 발매.

- 10월 22일 ~ , 3rd 라이브 투어 〈테고마스 3rd 라이브 테고마스의 마법★〉이 실시된다.

2012년
- 10월, 〈TV 아사히 드림 페스티벌 2012〉에 출연.

2013년
- 3월 6일, 싱글 〈안녕에 안녕〉을 발매.

- 5월 22일, 싱글 〈고양이 중독〉을 발매.

2014년
- 1월 22일, 앨범 《테고마스의 청춘》을 발매.

- 2월 15일 ~ 4월 24일, 4th 라이브 투어 〈테고마스 4th 라이브 테고마스의 청춘〉이 실시된다.

## 음반 목록

### 싱글
| # | 발매일           | 타이틀                                                  | 주간 최고 순위 |
| - | ---------------- | ------------------------------------------------------- | -------------- |
| - | 2006년 11월 15일 | Miso Soup                                               | -              |
| 1 | 2006년 12월 20일 | ミソスープ 미소 수프                                    | 1위            |
| 2 | 2007년 5월 16일  | キッス～帰り道のラブソング～ 키스~돌아가는 길의 러브송~ | 2위            |
| 3 | 2008년 6월 18일  | アイアイ傘 함께 쓴 우산                                 | 1위            |
| 4 | 2009년 7월 8일   | 七夕祭り 칠석제                                         | 1위            |
| 5 | 2011년 2월 16일  | 青いベンチ 파란 벤치                                    | 2위            |
| 6 | 2013년 3월 6일   | サヨナラにさよなら 안녕에 안녕                          | 2위            |
| 7 | 2013년 5월 22일  | 猫中毒 고양이 중독                                      | 2위            |

### 앨범
| # | 발매일           | 타이틀                           | 주간 최고 순위 | 비고      |
| - | ---------------- | -------------------------------- | -------------- | --------- |
| 1 | 2009년 7월 15일  | テゴマスのうた 테고마스의 노래   | 1위            |           |
| 2 | 2010년 4월 21일  | テゴマスのあい 테고마스의 사랑   | 2위            | 미니 앨범 |
| 3 | 2011년 10월 19일 | テゴマスのまほう 테고마스의 마법 | 1위            |           |
| 4 | 2014년 1월 22일  | テゴマスの青春 테고마스의 청춘   | 2위            |           |

### 영상 작품
| # | 발매일          | 타이틀                                                                                       | 주간 최고 순위 |
| - | --------------- | -------------------------------------------------------------------------------------------- | -------------- |
| 1 | 2010년 1월 20일 | テゴマス 1st LIVE TOUR 2009 ～テゴマスのうた～ 테고마스 1st LIVE TOUR 2009 ~테고마스의 노래~ | 1위            |
| 2 | 2011년 5월 11일 | テゴマス 2nd ライブ テゴマスのあい♥ 테고마스 2nd 라이브 테고마스의 사랑♥                     | 2위            |
| 3 | 2012년 4월 25일 | テゴマス 3rd ライブ テゴマスのまほう★ 테고마스 3rd 라이브 테고마스의 마법★                   | 1위            |
| 4 | 2015년 5월 13일 | テゴマス 4th ライブ テゴマスの青春 테고마스 4th 라이브 테고마스의 청춘                       | 1위            |

## 출연

### 텔레비전 프로그램
- 젊음으로 어택! 제38회 봄 고교 배구 (2007년 3월 19일 ~ 3월 25일, 후지 TV)

### 라디오 프로그램
- 테고마스의 라디오 (2011년 10월 26일 ~ , MBS 라디오)

### CM
- 카메다 제과 〈해피 턴〉 (2014년)

### 콘서트
- 쟈니즈 카운트다운 라이브 2006-2007 (2006년 12월 31일, 도쿄 돔)
- 쟈니즈 카운트다운 라이브 2007-2008 (2007년 12월 31일, 도쿄 돔)
- 테고마스 《함께 쓴 우산》 발매 기념 LIVE 이벤트 (2008년 6월 17일)
- 테고마스 《칠석제》 발매 기념 LIVE 이벤트 (2009년 7월 6일)
- 테고마스의 노래♪ (2009년 7월 22일-오사카 성 홀, 8월 4일·5일-국립 요요기 경기장 제1체육관, 8월 7일·9일·14일-센다이 썬 프라자 홀, 8월 11일·12일-히로시마 ALSOK 홀, 8월 16일-홋카이도 후생연금 회관, 8월 20일-후쿠오카 산파레스)
- 테고마스의 사랑♥ (2010년 5월 1일·2일-오사카 성 홀, 5월 5일-삿포로 예술 문화의 관, 5월 8일-니가타 현 민회관, 5월 9일-아키타 현 민회관, 5월 15일·16일-일본 가이시 홀, 5월 22일·23일-히로시마 시 문화 교류 회관, 5월 25일·26일-센다이 썬 프라자 홀, 5월 27일-이와테 현 민회관, 5월 28일-후쿠시마·코오리야마 시민 문화 센터, 6월 2일·3일·4일-국립 요요기 경기장 제1체육관, 6월 12일·13일-카가와·알파 아나부키 홀 그랜드 홀, 6월 19일·20일-나가노 시 민회관, 6월 26일-카고시마 시민 문화 홀 제1홀, 6월 27일-사가시 문화 회관, 7월 30일·31일·8월 1일-국립 요요기 경기장 제1체육관(추추가 공연))
- 테고마스의 마법★ (2011년 10월 22일·23일-토쿠시마 아스티 토쿠시마, 10월 29일·30일-삿포로 세키스이하임 아이스 아레나, 11월 3일-니가타 토키멧세 니가타 컨벤션 센터, 11월 12일·13일-시즈오카 에코파 아레나, 11월 20일-아오모리 마에다 아레나, 11월 23일-그란멧세 쿠마모토, 11월 26일·27일-오이타 비콘 플라자 컨벤션 홀, 12월 7일-히로시마 그린 아레나, 12월 9일·10일·11일-고베 월드 기념 홀, 12월 16일·17일·18일-요코하마 아레나, 12월 27일·28일-나고야 일본 가이시 스포츠 플라자 가이시 홀)
- 테고마스의 청춘 (2014년 2월 15일·16일-오사카 페스티벌 홀, 2월 22일·23일-킷세이 문화 홀(나가노 현 마츠모토 문화 회관), 3월 8일·9일-홋카이도립 종합 체육 센터(홋카이 키타에루), 3월 28일·29일·30일-요코하마 아레나, 4월 2일·3일-마린멧세 후쿠오카, 4월 12일·13일-히로시마 그린 아레나, 4월 23일·24일-나고야 일본 가이시 스포츠 플라자 가이시 홀)

## 연재
- 마스테고 (2006년 1월 19일 ~ 3월 31일, Johnny's Web)
- 테고+마스=☆ (2007년 5월 2일 ~ 6월 3일, Johnny's Web)
- 테고마스의 나날♪ (2009년 7월 22일 ~ 8월 20일, Johnny's Web)
- 테고마스의 나날 2 (2010년 5월 1일 ~ 8월 9일, Johnny's Web)